# Іда Белл Веллс-Барнетт
Іда Белл Веллс-Барнетт (англ. Ida Bell Wells-Barnett; 16 липня 1862 — 25 березня 1931), більш знана як Іда Б. Веллс (англ. Ida B. Wells) — афроамериканська журналістка, редакторка газети, суфражистка, соціолог, джорджістка і рання лідерка руху за права людини. Входить до Національної зали слави жінок, присутня на Поверсі спадщини Джуді Чикаго.
Веллс була відвертою щодо своїх переконань як чорношкірої активістки і регулярно стикалася з громадським несхваленням, в тому числі з боку інших лідерів руху за громадянські права та руху за виборчі права жінок. Вона брала активну участь у боротьбі за права жінок та виборчі права жінок, заснувавши кілька відомих жіночих організацій. Вправний і переконливий оратор, Веллс подорожувала з лекційними турами по всій країні та за кордоном. 25 березня 1931 року Веллс померла від хвороби нирок у Чикаго, а у 2020 році була посмертно удостоєна спеціальної відзнаки Пулітцерівської премії «за видатні та сміливі репортажі про жахливе та жорстоке насильство проти афроамериканців в епоху лінчування».

## Життєпис
Народилася в рабстві за кілька місяців до видання Прокламації про звільнення рабів президента Лінкольна. З 1884 року вела гучну справу проти залізничної компанії, провідник якої викинув Іду з вагона першого класу. Документувала лінчування в США, показуючи, що його часто використовують для контролю і покарання чорних, які конкурують з білими, а не базується на кримінальних діях, скоєних чорними, як зазвичай стверджує білий натовп. Написала дві книги про лінчування — Southern Horrors і The Red Record, залучаючи громадськість до боротьби з цим явищем. Була однією із засновниць Національної асоціації сприяння прогресу кольорового населення.
Була активна в фемінізмі і в русі суфражисток, заснувавши кілька значущих жіночих організацій[яких?]. Відстоювала спільну боротьбу білих і чорних американок за свої права, хоча деякі білі суфражистки на кшталт Френсіс Віллард вступали з нею в конфлікт.
У 1891 році Рада з питань освіти Мемфіса звільнила Веллс з посади викладача через її статті, в яких вона критикувала умови навчання в чорних школах регіону. Вона була спустошена, але не злякалася і зосередила свою енергію на написанні статей для журналів «Живий шлях», «Вільне слово» та «Фари».
Веллс була досвідченою і переконливою ораторкою і подорожувала світом з лекціями.